# 檜山修之
檜山 修之（ひやま のぶゆき、1967年8月25日 - ）は、日本の男性声優。広島県広島市中区千田町一丁目出生、廿日市市出身。アーツビジョン所属。

## 来歴

### 生い立ち
広島の日赤病院で出生。
中学時代は帰宅部希望だったが、必ず何か一つ入部しなくてはいけないという決まりがあり、囲碁・将棋部から始まり、放送部、最後は書道部と3年間、部を渡り歩いていた。中学2年生の時の放送部が最悪でつまらなく、3年生の時に辞めた。高校進学時にも放送部に入部しようとこれっぽっちも思っておらず、「これで夢の帰宅部生活ができる!」と思っていた。しかし友人が「オレ、放送部に入りたいけど、1人じゃイヤだよ。檜山、付き合ってくれよ!」と無理矢理引っ張られるようにして入部させられていた。

### 声優になるきっかけ
声優になった理由は「食べていくため」と答えており、檜山によると高校生のころ「自分の好きなことで飯が食えたらいいな」と思っていた。第1希望は日本史が好きであり、歴史の研究家だったが、大学の史学科のレベルの高さに断念。第2希望である声の仕事を選んだ当時、放送部に在籍しており、活動の一環として放送劇で老人、妖怪、坊主など幅広い役を演じ、「顔出しの芝居ではそうはいかないけど、声の芝居ならいろんな役ができる」と声の芝居の面白さに目覚めて、こういう仕事をして生活が出来たら幸せと思い、養成所に入ることを決意する。

### 声優になるまで
高校を卒業して声優になるために上京したが、親に学費を出してもらえず、オンボロアパートに住み込み新聞奨学生をしながら東京アナウンス学院、日本ナレーション演技研究所といった声優の専門学校に通ったという。檜山自身はそれが後の芸の肥やしになったと述懐している。また、檜山の奨学生時代は新聞奨学生ガイドのコラムで奨学生の一例として語られてもいる。

### キャリア
声優としてのデビュー作はOVA『かいけつゾロリ』（1989年）のミイラ男役。檜山によると「自分の無能さに愕然とした」「皆さんの声が滑らかに聞こえてくるのに、僕の声が浮いていた」と思ったという。初レギュラーは『地球SOS それいけコロリン』のシンドローム役。

## 特色
熱血漢、クールな二枚目、冷徹な悪役、三枚目の面白キャラまで幅広い役柄をこなす。勇者シリーズでは初主演でもある『勇者特急マイトガイン』（旋風寺舞人役）、本人も認める代表作である『勇者王ガオガイガー』（獅子王凱役）の2度に亘って主人公を務めた。
アニメ以外にも、特撮テレビドラマや洋画の吹き替え、ゲームへの声当ても多数行っている。
『コードギアス 反逆のルルーシュ』の劇場版作品では死去した田中一成から玉城真一郎役を引き継いでいる。
方言は広島弁。

## 人物
仕事をする時に気をつけていることは「その時やってる役にとにかく専念すること」。
デビューして約5年間、アルバイトをしながら生活していた。その中の一つである警備員のバイトをしていたころ、道路工事の現場がアフレコスタジオの前だった時があり、同僚にばれないように顔を隠していたという。
趣味・特技は歴史探究、ドライブ。
初主演となる『マイトガイン』の旋風寺舞人役はオーディションによって選ばれたものの、当時は『幽☆遊☆白書』で三白眼のキャラ・飛影を演じていたため、「舞人のような目が大きくて可愛らしい役は向いていない」と、頭から思い込んでいた。また舞人を演じていたころ、声優の仕事だけでは食べていけず、仕事のない日はバイト漬けの状態だった。そんな中「時々、芝居が貧乏臭くなっているぞ」と先輩に指摘されて、「仕事だ!芝居だ!」と必死になっていた素の自分が出てしまって、大富豪である舞人が持っているはずの「余裕が生み出す優雅さ」が出ていなかったと気付いた。その時は「牛丼ではなく、たまにはステーキを食え」との忠告をされたが、このアドバイスで「いっぱいいっぱいだった自分」に気付かされて、舞人役を掴むきっかけになったという。舞人を演じたことで、制作サイドにも名前を知られ、そこから仕事や人脈が一気に広がり、そういう意味でも重要な1年で、『マイトガイン』の終わり頃には仕事がコンスタントに入るようになって、アルバイトも辞められたため、転機となった大事な作品であると語る。別のインタビューで飛影に関しては、「舞人と同時期に違うタイプの役をやれたので、変に一色に染まらずにいられました」とも語っている。
自分が声を演じた役の中でヒーロー役の集大成は前述の獅子王凱、悪役の集大成は『機動戦士ガンダムSEED』のムルタ・アズラエル。特に凱を含め『ガオガイガー』には思い入れが強く、スーパーロボット大戦シリーズ公式サイト内のインタビューにて、「ガオガイガーが入らずに何が入るんだっていう気もあった」と語っている。
森川智之と仲が良く、森川とは前述の『おまえら〜』のイベントのほか、ラジオ番組を何度か共演している。森川にとっては「久しぶりに会ってもいくらでも面白い話ができる相方」でもある。
『スーパーロボット大戦Z』では自身が声を演じた参戦作品の主人公すら出ないにもかかわらず、敵一般兵役で声を演じている。寺田貴信プロデューサーによれば、これは本人から希望したという。また自身もハーケン・ブロウニング役で出演している『無限のフロンティアEXCEED』公式サイトで「声優界で緑川光の次にスパロボ作品をやりこんでいる」とコメントしている。
専門学校や声優養成所などで、講師として後進の育成も手掛けている。
声優グランプリmobileで既婚であることを公表している。
弟がいる。

## 出演
太字はメインキャラクター。

### テレビアニメ
1990年
- PEACH COMMAND 新桃太郎伝説（1990年 - 1991年、住民、雑兵鬼）

1992年
- おぼっちゃまくん（町人B）
- 地球SOS それいけコロリン（シンドローム）
- ママは小学4年生（敵3）
- 幽☆遊☆白書（1992年 - 1995年、飛影 他）
- 横山光輝 三国志

1993年
- ジャングルの王者ターちゃん♡（1993年 - 1994年、ペドロ・カズマイヤー）
- バトルファイターズ 餓狼伝説2（ジョー・東）
- 勇者特急マイトガイン（1993年 - 1994年、旋風寺舞人）
- ドラゴンリーグ（ヒプロ、ガラドーナ、審判）

1994年
- キャプテン翼J（日向小次郎）
- 銀河戦国群雄伝ライ（竜我雷）
- とっても!ラッキーマン（カズ）
- 覇王大系リューナイト（ウインディー）
- 美少女戦士セーラームーン シリーズ（1994年 - 1995年、江田耕作、綱わたろう） - 2シリーズ

1995年
- H2（佐川周二）
- カラオケ戦士マイク次郎（店員）
- 十二戦支 爆烈エトレンジャー（オオカミ）
- ふしぎ遊戯（斗宿）
- ぼのぼの（ラビにいちゃん）
- ママレード・ボーイ（ウィル）
- ロミオの青い空（ジョバンニ）

1996年
- スレイヤーズNEXT（ジョー）
- 天空のエスカフローネ（オルト）
- B'T-X（高宮鉄兵）
- るろうに剣心 -明治剣客浪漫譚-（1996年 - 1998年、佐々木平八郎、大熊大五郎）

1997年
- 逮捕しちゃうぞ（スリ弟分）
- ネクスト戦記EHRGEIZ（ロディ）
- 吸血姫美夕（ヒロシ）
- VIRUS -VIRUS BUSTER SERGE-（ジョウイチロウ）
- HARELUYA II BØY（氷堂純一、シンジ）
- ポケットモンスター（アキラ）
- マッハGoGoGo（ジェットソン）
- 勇者王ガオガイガー（1997年 - 1998年、獅子王凱）

1998年
- 頭文字D（1998年 - 2014年、中里毅） - 4シリーズ
- ガサラキ（豪和ユウシロウ）
- 金田一少年の事件簿（ノーブル由良間、六条光彦、ヒロシ、檜山達之）
- 時空転抄ナスカ（アナウンス）
- センチメンタルジャーニー（広島焼き屋の店主）
- ドラえもん（テレビ朝日版第1期）（1998年 - 2004年、男、ライオンジャー、ジャック）
- 南海奇皇（副官）
- Bビーダマン爆外伝（コンピューター）
- ふしぎなメルモ（リニューアル版）（太郎）
- 遊☆戯☆王（針ねずみのテツ、ドラゴン）
- よいこ（ジロー）
- ロードス島戦記-英雄騎士伝-（オルソン）

1999年
- アークザラッド（トッシュ）
- イソップワールド（キリー、カエルD）
- カウボーイビバップ（シン）
- 週刊ストーリーランド（1999年 - 2000年、若い男、村人1）
- 星方天使エンジェルリンクス（JJ）
- 仙界伝 封神演義（陳桐）
- 小さな巨人 ミクロマン（アクロマッハ）
- 火魅子伝（鋼雷）
- Bビーダマン爆外伝V（わかむしゃボン）
- 無限のリヴァイアス（エアーズ・ブルー、グラン・マクダニエル、リュウ・ギイル）
- 名探偵コナン（1999年 - 2021年、京極真）

2000年
- 銀装騎攻オーディアン（食事の当番兵）
- 人造人間キカイダー THE ANIMATION（イエロージャガー）
- デジモンアドベンチャー02（ブラックウォーグレイモン）
- とっとこハム太郎（ノリオさん）
- 忍たま乱太郎（2000年 - 2024年、出茂鹿之介、飯加玄南、足軽 他）
- 陽だまりの樹（楠音次郎）
- ファーブル先生は名探偵（パウロ）
- モンスターファーム〜伝説への道〜（トルクレンチ）
- 六門天外モンコレナイト（男山総長、オーガ・パワー・ブラザーズ〈兄〉、ファイア・ドラゴン / ファイナル・ファイア・ドラゴン）

2001年
- キャプテン翼（翼の父）
- クレヨンしんちゃん（2001年 - 2023年、八根浦工事、兎田丈一、イケメンA、内賀勝夫、熱繰椎造〈2代目〉）
- シャーマンキング（聖善）
- だいすき!ぶぶチャチャ（ちゅう兄ちゃん）
- 地球防衛家族（タツオ、お笑い芸人）
- パチスロ貴族 銀（スロッター）
- PROJECT ARMS（クリフ・ギルバート）
- ポケットモンスタークリスタル ライコウ雷の伝説（ブソン）
- ONE PIECE（2001年 - 、Mr.3、ブレンハイム、茶豚 / トキカケ）

2002年
- アソボット戦記五九（ドーベルマンキング）
- Witch Hunter ROBIN（技官）
- 機動戦士ガンダムSEED（2002年 - 2003年、ムルタ・アズラエル）
- キン肉マンII世（ボーン・コールド）
- 攻殻機動隊 STAND ALONE COMPLEX（アナウンサー）
- サイボーグ009 THE CYBORG SOLDIER（若き日のギルモア）
- G-onらいだーす（本郷一朗）
- デジモンフロンティア（セラフィモン）
- 電光超特急ヒカリアン（富士見鉄雄、ブラッチャールユーロ）
- 天使な小生意気（2002年 - 2003年、小林一文字）
- .hack//SIGN（バルムンク）
- 爆闘宣言ダイガンダー（ロウガマル）
- ヒカルの碁（周平）
- ぴたテン（湖太郎の父）

2003年
- アストロボーイ・鉄腕アトム（アトラス）
- あたしンち（森くん）
- 宇宙のステルヴィア（笙人律夫）
- コロッケ!（レバサシ）
- 魁!!クロマティ高校（2003年 - 2004年、プータン）
- 神魂合体ゴーダンナー!!（2003年 - 2004年、光司鉄也） - 2シリーズ
- シンデレラボーイ（アキラ）
- DEAR BOYS（哀川昭彦）
- .hack//黄昏の腕輪伝説（バルムンク）
- ななか6/17（吉田）
- ふぉうちゅんドッグす（ラブリー）
- プラネテス（カオ・チェンシン）
- FIRESTORM（ガンサー・シュミット）
- 冒険遊記プラスターワールド（マッハ）
- ボボボーボ・ボーボボ（2003年 - 2004年、お茶づけ星人、押田）
- らいむいろ戦奇譚（伊達将之輔、ナレーション）

2004年
- エリア88（パトリック・リード）
- ギャラクシーエンジェル（第4期）（番長）
- グレネーダー 〜ほほえみの閃士〜（藍前鉄破）
- ケロロ軍曹（2004年 - 2011年、ヒーロー、556）
- げんしけん（2004年 - 2007年、斑目晴信、たまごキャラ） - 2シリーズ
- 絢爛舞踏祭 ザ・マーズ・デイブレイク（フーコー）
- ごくせん（2004年 - 2005年、カルロス、具史健次郎）
- スクールランブル（2004年 - 2006年、ハリー・マッケンジー、マスク仮面、ナレーション） - 2シリーズ
- テニスの王子様（2004年 - 2024年、ジャッカル桑原、デューク渡邊） - 4シリーズ
- デュエル・マスターズ シリーズ（2004年 - 2016年、ユーキ、佐々木コジロー、バトラッシュ・ナックル、裏革命目ギョギョラス、デコデッコ・デコリアーヌ・ピッカピカIII世） - 4シリーズ
- 天上天下（石松）
- トランスフォーマー スーパーリンク（スカイファイヤー）
- ぷぎゅる（先生）
- BLEACH（斑目一角）
- マリア様がみてる（2004年 - 2009年、柏木優） - 3シリーズ
- ロックマンエグゼStream（2004年 - 2005年、西古レイ）

2005年
- あかほり外道アワーらぶげ（欲得プロデューサー、平凡プロデューサー、色欲プロデューサー、SATZのドン、常識プロデューサー、昆虫ヒーロー、原作者）
- IZUMO -猛き剣の閃記-（スサノオ）
- エンジェル・ハート（張）
- 戦国英雄伝説 新釈 眞田十勇士 The Animation（徳川中納言秀忠、松平下野守忠吉）
- ツバサ・クロニクル（浅黄笙悟）
- ドラえもん（テレビ朝日版第2期）（2005年 - 2020年、男、彦星、ケン、五郎〈2代目〉、ブラン）
- フタコイ オルタナティブ（若頭山田官九朗）
- ブラック・ジャック（不良少年、ケン）
- 冒険王ビィト（グレスト）
- ポケットモンスター アドバンスジェネレーション（ダツラ、イサオ）
- まじめにふまじめ かいけつゾロリ（2005年 - 2006年、いたずら小僧B、金太）
- 魔法少女リリカルなのはA's（仮面の戦士）
- 勇者王ガオガイガーFINAL GRAND GLORIOUS GATHERING（獅子王凱）
- らいむいろ流奇譚X CROSS〜恋、教ヘテクダサイ。〜（ナレーション）

2006年
- エア・ギア（間垣浩二）
- おとぎ銃士 赤ずきん（2006年 - 2007年、銀狼ヴァル）
- 彩雲国物語（李絳攸）
- 史上最強の弟子ケンイチ（劉玄孫）
- 無敵看板娘（西山勘九郎）
- 焼きたて!!ジャぱん（岩城鉄生〈2代目〉）
- 吉宗（吉宗）
- 流星のロックマン（2006年 - 2007年、オックス）
- ワンワンセレプー それゆけ!徹之進（土方コーチ）

2007年
- Yes!プリキュア5（ギリンマ）
- 銀魂（2007年 - 2017年、八留虎 長男、大藤、看守、パクヤサ） - 3シリーズ
- CLAYMORE（男覚醒者1）
- ゲゲゲの鬼太郎（第5作）（マヒマヒ）
- 神曲奏界ポリフォニカ（ヤーディオ・ウォダ・ムナグール）
- 鉄子の旅（横見浩彦）
- 天元突破グレンラガン（ヴィラル、ココ爺）
- ナイトウィザード The ANIMATION（ナイトメア）
- ハヤテのごとく!（サイボーグ執事）
- もえたん（かーくん、プロデューサーA）

2008年
- 君が主で執事が俺で（武田小十郎）
- ゴルゴ13（チャック）
- 全力ウサギ（カントク）
- のらみみ2（たまや）
- BLASSREITER（アルビン・ルッツ）
- まかでみ・WAっしょい!（シュタイン教授）
- Mnemosyne-ムネモシュネの娘たち-（前埜光輝）
- 魍魎の匣（雨宮典匡）
- ロザリオとバンパイア（小宮砕蔵） - 2シリーズ

2009年
- 怪力水平ポパイ（エビゾウ）
- 真・恋姫†無双（2009年 - 2010年、華佗） - 2シリーズ
- 蒼天航路（陳琳）
- 東のエデン（板津豊）
- ポケットモンスター ダイヤモンド&パール（クロツグ）
- ONE OUTS -ワンナウツ-（川端）

2010年
- 学園黙示録 HIGHSCHOOL OF THE DEAD（平野コータ）
- 戦う司書 The Book of Bantorra（グレイン）
- デジモンクロスウォーズ（スラッシュエンジェモン）
- 四畳半神話大系（ジョニー、香織さん）

2011年
- 快盗天使ツインエンジェル〜キュンキュン☆ときめきパラダイス!!〜（如月唯人 / ミスティナイト、学校荒らし）
- SKET DANCE（2011年 - 2012年、山野辺邦夫、パープルは俺の嫁）
- だぶるじぇい（鳥羽一郎）
- 殿といっしょ 眼帯の野望（島津義久、前田利家）
- Dororonえん魔くん メ〜ラめら（ふくらし子）
- NARUTO -ナルト- 疾風伝（バンドウ）
- へうげもの（毛利輝元）
- メタルファイト ベイブレード 4D（モヘンジョDJ）
- よんでますよ、アザゼルさん。（部長）

2012年
- アクセル・ワールド（サルファ・ポット）
- 神様はじめました（小比類巻）
- クロスファイト ビーダマン（2012年 - 2013年、ドラゼロス） - 2シリーズ
- しろくまカフェ（キングペンギン）
- 人類は衰退しました（O太郎）
- 聖闘士星矢Ω（玄武）
- ソードアート・オンライン（2012年 - 2013年、ディアベル） - 1シリーズ + 特別編
- TARI TARI（ガンバレッド）
- 超訳百人一首 うた恋い。（藤原道長）

2013年
- IS 〈インフィニット・ストラトス〉2（ヒーロー）
- キューティクル探偵因幡（トーマス）
- キルラキル（猿投山渦）
- キングダム（介子坊）
- 黒子のバスケ（鳴海大介）
- 最強銀河 究極ゼロ 〜バトルスピリッツ〜（アルティメット・キングタウロス、暗黒神ボンバー）
- サムライフラメンコ（インタビュアー）
- ダイヤのA（2013年 - 2019年、東清国） - 2シリーズ
- 幕末義人伝 浪漫（小太郎、小次郎）
- 八犬伝―東方八犬異聞―（桜庭丈治、酔っ払いの男、紺） - 2シリーズ
- 僕は友達が少ないNEXT（永谷英二）
- ポケットモンスター ベストウイッシュ シーズン2 エピソードN（ヒロト）
- やはり俺の青春ラブコメはまちがっている。（2013年 - 2020年、材木座義輝） - 3シリーズ

2014年
- 暴れん坊力士!!松太郎（巖の国）
- 甘城ブリリアントパーク（タラモ）
- M3〜ソノ黒キ鋼〜（鷺沼アオシ）
- 俺、ツインテールになります。（スワンギルディ）
- SHIROBAKO（2014年 - 2015年、木下誠一 / 木下監督、制作A）
- Z/X IGNITION（アレキサンダー）
- ディーふらぐ!（ラガイガー）
- ドラゴンコレクション（ナレーション、ヒロの父親）
- 七つの大罪（ジュド）
- ニセコイ（2014年 - 2015年、竜、指令） - 2シリーズ
- のうりん（宮本林太郎 / ウッドマン林太郎）
- 魔弾の王と戦姫（ピエール＝ボードワン）
- ONE PIECE “3D2Y” エースの死を越えて! ルフィ仲間との誓い（Mr.3）

2015年
- 境界のRINNE（カツラ）
- GATE 自衛隊 彼の地にて、斯く戦えり（久里浜純）
- 銃皇無尽のファフニール（ロキ・ヨツンハイム）
- 戦国無双（風魔小太郎、伊達政宗）
- それが声優!（家守太輔）
- ぱんきす!2次元（ショット）
- ヒーローバンク（カイトの父）
- 夜ノヤッターマン（ゴロゾウ / ゴロー将軍）

2016年
- 宇宙パトロールルル子（宇宙パトロール銀河総司令）
- 競女!!!!!!!!（少年）
- この美術部には問題がある!（敵キャラ）
- 坂本ですが?（ケンケン）
- ジョーカー・ゲーム（アラン・レルニエ）
- 装神少女まとい（カリオテ）
- タイムボカン24（2016年 - 2018年、ガガーリン、ベートーヴェン） - 2シリーズ
- タブー・タトゥー（玉城走破）
- ナースウィッチ小麦ちゃんR（怪人ポロリーゼ）
- ビッグオーダー（本間Q）
- 名探偵コナン エピソード“ONE” 小さくなった名探偵（京極真）

2017年
- ポケットモンスター サン&ムーン（2017年 - 2019年、ハラ）
- ドラゴンボール超（バリー・カーン、プラン）
- 信長の忍び（蜂須賀小六）
- 恋愛暴君（コラリ）
- ツインエンジェルBREAK（如月唯人）
- ピカイア!!（エドワルド・エドワーズ）
- タイガーマスクW（タイガーザブラック）
- Fate/Apocrypha（ダーニック・プレストーン・ユグドミレニア）
- 恋と嘘（根島雄二）
- 異世界食堂（2017年 - 2021年、ライオネル） - 2シリーズ
- BORUTO-ボルト- -NARUTO NEXT GENERATIONS-（うちはシン）
- 100%パスカル先生（Wキングパスカル）
- キノの旅 -the Beautiful World- the Animated Series（署長）
- 妹さえいればいい。（パンダ）

2018年
- オーバーロード シリーズ（エクレア・エクレール・エイクレアー） - 2シリーズ
- ポプテピピック（2018年 - 2022年、勇者〈第2話Aパート〉 - 顔出し出演あり、『TVアニメーション第二シリーズ』ポプ子〈第2話Bパート〉） - 2シリーズ
- 蒼天の拳 REGENESIS（葉）
- 重神機パンドーラ（Mr.ゴールド）
- ロード オブ ヴァーミリオン 紅蓮の王（バン・ドレイル）
- ちおちゃんの通学路（おじさん）
- 働くお兄さん!の2!（カモ志田さん、オオカミ）
- ゾイドワイルド（2018年 - 2019年、トリュフ）

2019年
- デュエル・マスターズ!!（川守田ハカセ、ジョリー・ザ・ジョルネー）
- さらざんまい（安田ヤス）
- ポチっと発明 ピカちんキット（猿飛サル助）
- BEM（水男）
- 鬼滅の刃（鎹鴉）
- ゲゲゲの鬼太郎（第6作）（陰摩羅鬼）

2020年
- トミカ絆合体 アースグランナー（2020年 - 2021年、ガオグランナーレオ）
- のりものまん モービルランドのカークン（2020年 - 2022年、ポンプ、大会委員長、師匠、ジージー、リムジン）
- シャドウバース（2020年 - 2024年、司会者、ナレーション） - 2シリーズ
- アサティール 未来の昔ばなし（ハンダラ）
- Lapis Re:LiGHTs（アルフレッド）
- 異常生物見聞録（データ端末）
- ハクション大魔王2020（熊山育三）
- THE GOD OF HIGH SCHOOL ゴッド・オブ・ハイスクール（ドレイク・マクドナルド）
- 池袋ウエストゲートパーク（吉岡刑事）
- 体操ザムライ（リー）

2021年
- バック・アロウ（ゴウ・ザンガ）
- 呪術廻戦（壊相）
- デジモンアドベンチャー:（マッハモン）
- パズドラ（パニラ鉄郎）
- SCARLET NEXUS（カレン・トラヴァース）
- デュエル・マスターズ キング!（コジロー）
- ワールドトリガー（2021年 - 2022年、弓場拓磨）

2022年
- 平家物語（平宗盛）
- ビルディバイド -＃FFFFFF-（烏丸少将 フミ磨）
- 乙女ゲー世界はモブに厳しい世界です（グレッグ・フォウ・セバーグ）
- ポケットモンスター（ハラ）
- キャップ革命 ボトルマンDX（2022年 - 2023年、金士師レオ）
- 邪神ちゃんドロップキックX（メロン）
- 新米錬金術師の店舗経営（ゲベルク）
- BLEACH 千年血戦篇（2022年 - 2024年、斑目一角） - 3シリーズ
- モブサイコ100 III（天草晴明）
- デジモンゴーストゲーム（シェイドラモン）
- 聖剣伝説 Legend of Mana -The Teardrop Crystal-（サラマンダー）

2023年
- 神達に拾われた男2（テクン）
- 冰剣の魔術師が世界を統べる（レックス＝ヘイル）
- 吸血鬼すぐ死ぬ2（業〈編集長〉）
- 大雪海のカイナ（ハンダーギル）
- 逃走中 グレートミッション（2023年 - 2025年、神堂雷八、佐々木小次郎、豚ズラ亭八戒）
- 魔法少女マジカルデストロイヤーズ（痛車ドライバー）
- ゴールデンカムイ（上エ地圭二）
- 異世界ワンターンキル姉さん 〜姉同伴の異世界生活はじめました〜（グレートキングシャーク、スーパーグレートキングシャーク二世）
- るろうに剣心 -明治剣客浪漫譚- (2023)（蜂須賀）
- 婚約破棄された令嬢を拾った俺が、イケナイことを教え込む（メーガス）

2024年
- SHAMAN KING FLOWERS（フラ・ヤービス）
- 月刊モー想科学（スコット）
- 青の祓魔師 島根啓明結社篇（外道院ミハエル）
- じいさんばあさん若返る（高橋一）
- 神は遊戯に飢えている。（スフィンクス）
- キン肉マン 完璧超人始祖編（ダルメシマン）
- 真夜中ぱんチ（配管全論破）
- 僕のヒーローアカデミア（シシド）
- 鴨乃橋ロンの禁断推理（店長）

2025年
- Sランクモンスターの《ベヒーモス》だけど、猫と間違われてエルフ娘の騎士として暮らしてます（アーナルド）
- 魔神創造伝ワタル（赤ペンコーシ）
- 機動戦士Gundam GQuuuuuuX（レオ・レオーニ）
- 真・侍伝 YAIBA（三好清海入道）

### 劇場アニメ
1993年
- 蒼い記憶 満蒙開拓と少年たち（作業員B）
- 幽☆遊☆白書（飛影）

1994年
- 餓狼伝説 -THE MOTION PICTURE-（ジョー東）
- 幽☆遊☆白書 冥界死闘篇 炎の絆（飛影）

1995年
- スペシャルプレゼント 亜美ちゃんの初恋 美少女戦士セーラームーンSuperS 外伝（メルクリウス）

1998年
- 機動戦士ガンダム 第08MS小隊 ミラーズ・リポート（シロー・アマダ）

2000年
- エスカフローネ（オルト）

2001年
- 頭文字D Third Stage（中里毅）

2005年
- 映画 ふたりはプリキュア Max Heart 2 雪空のともだち（フローズン）
- 機動戦士Ζガンダム A New Translation -星を継ぐ者-（ハヤト・コバヤシ）
- 機動戦士ΖガンダムII A New Translation -恋人たち-（ハヤト・コバヤシ）
- 劇場版 テニスの王子様 跡部からの贈り物 君に捧げるテニプリ祭り（ジャッカル桑原）
- 劇場版デュエル・マスターズ 闇の城の魔龍凰（ユーキ）

2006年
- 機動戦士ΖガンダムIII A New Translation -星の鼓動は愛-（ラーディッシュクルー）
- 劇場版BLEACH MEMORIES OF NOBODY（斑目一角）
- 超劇場版ケロロ軍曹（556）

2007年
- 劇場版BLEACH The DiamondDust Rebellion もう一つの氷輪丸（斑目一角）

2008年
- 劇場版BLEACH Fade to Black 君の名を呼ぶ（斑目一角）
- 超劇場版ケロロ軍曹3 ケロロ対ケロロ天空大決戦であります!（556）
- 劇場版 天元突破グレンラガン 紅蓮篇（ヴィラル）
- HELLS ANGELS（パンダーズ、腐乱犬）

2009年
- 劇場版 天元突破グレンラガン 螺巌篇（ヴィラル）
- 超劇場版ケロロ軍曹 撃侵ドラゴンウォリアーズであります!（556）
- 東のエデン 劇場版I The King of Eden（板津豊）

2010年
- 東のエデン 劇場版II Paradise Lost（板津豊）

2011年
- 映画 プリキュアオールスターズDX3 未来にとどけ! 世界をつなぐ☆虹色の花（フローズン）

2012年
- ドットハック セカイの向こうに（バルドル）

2014年
- クレヨンしんちゃん ガチンコ!逆襲のロボとーちゃん（山田ジョン青年）

2016年
- ONE PIECE FILM GOLD（ナルシー）

2017年
- コードギアス 反逆のルルーシュ I - III（2017年 - 2018年、玉城真一郎） - 3部作
- 名探偵コナン から紅の恋歌（京極真）
- 夜は短し歩けよ乙女（ジョニー）

2018年
- 映画 妖怪ウォッチ FOREVER FRIENDS（スーさん / 軍神スサノオ）

2019年
- コードギアス 復活のルルーシュ（玉城真一郎）
- 名探偵コナン 紺青の拳（京極真）
- プロメア（ゲーラ）
- ONE PIECE STAMPEDE（Mr.3 / ギャルディーノ）

2020年
- 劇場版 SHIROBAKO（木下誠一）

2021年
- 劇場版 ソードアート・オンライン -プログレッシブ- 星なき夜のアリア（ディアベル）
- さよなら、ティラノ（ゴッチ）

2024年
- 範馬刃牙VSケンガンアシュラ（鎧塚サーパイン）

2025年
- 名探偵コナン 隻眼の残像（京極真）

### OVA
1989年
- かいけつゾロリ

1991年
- 超人ロック 新世界戦隊編（オペレーター）
- 魔宮戦場 Vol.1 ゴッド・ブラッド（男B）
- 魔宮戦場2（ジョー・アーミー）

1993年
- 今日から俺は!!（中野誠）
- BADBOYS（上瀬）

1994年
- おさかなはあみの中（吉野栄一）
- キャプテン翼 最強の敵!オランダユース（日向小次郎）
- 銀河英雄伝説（ブルーノ・フォン・クナップシュタイン）
- 湘南純愛組!（鎌田純）
- BOUNTY DOG/月面のイブ（ヨシユキ・オオトモ）
- BADBOYS2（松本奉次）

1995年
- 学校の幽霊
- 腐った教師の方程式（有沢敦）
- 真・女神転生 東京黙示録（小林章人）
- BADBOYS3 BEST FRIEND（川中陽二〈2代目〉）
- 負けるな!魔剣道（マケンカー）

1996年
- ウルトラマン超闘士激伝（メフィラス大王）
- 機動戦士ガンダム 第08MS小隊（シロー・アマダ）
- 超人学園ゴウカイザー（凱座勇人）
- BADBOYS4 狂連合篇（野村豊）
- ファイアーエムブレム 紋章の謎（カイン）

1997年
- 紺碧の艦隊 特別編 蒼莱開発物語（鶴田正敬）
- 貯金戦士キャッシュマン（オビデ）
- 電脳戦隊ヴギィ'ズ★エンジェル（ストライクマイヤー、豪快侍）
- B'T-X NEO（高宮鉄兵）

1998年
- 紺碧の艦隊（土屋桜花パイロット、米パイロットB）
- ジオブリーダーズ 魍魎遊撃隊 File-X ちびねこ奪還（副長猫）

2000年
- 真ゲッターロボ対ネオゲッターロボ（ニオン）
- 勇者王ガオガイガーFINAL（獅子王凱）
- luv wave（御子神薫）

2001年
- 頭文字D Extra Stage インパクトブルーの彼方に…（中里毅）
- 倒凶十将伝 封魔五行伝承（破軍）

2002年
- 頭文字D Battle Stage（中里毅）
- スクライド ファンディスク（蒼乃大気）

2003年
- .hack//GIFT（バルムンク）

2004年
- 頭文字D to the Next Stage 〜プロジェクトDへ向けて〜（中里毅）
- らいむいろ戦奇譚 南国夢浪漫（ナレーション）

2005年
- おとぎ銃士 赤ずきん（銀狼ヴァル）
- GUNDAM EVOLVE../14 武者頑駄無（武者頑駄無）
- スクールランブル 一学期補習（ハリー・マッケンジー）
- フリクリ（警備員A）

2006年
- 今日の5の2（田村先生）
- テニスの王子様 Original Video Animation 全国大会篇 Semi Final（ジャッカル桑原）
- HELLSING（ハガー）
- マリア様がみてる 3rdシーズン（柏木優）

2008年
- アンパンマンとはじめよう! きせつのうた サンサンなつだよ（ソフトクリームマン）
- イマジンあにめ（ウルフイマジン）
- 快盗天使ツインエンジェル（如月唯人）
- 機動戦士ガンダム MS IGLOO 2 重力戦線（パパ・シドニー・ルイス対MS特技曹長）
- BLEACH カラブリ! 護廷十三屋台大作戦!（斑目一角）
- やなせたかしメルヘン劇場 もりのヒーロー ハリーとマルタン（トンマ）

2009年
- 幽☆遊☆白書（2009年 - 2018年、飛影）

2010年
- クイズマジックアカデミー（レオン）

2011年
- 学園黙示録 ドリフターズ・オブ・ザ・デッド（平野コータ）
- マジンカイザーSKL（キバ） - 2010年劇場先行公開
- 名探偵コナン MAGIC FILE2011 新潟〜東京 おみやげ狂騒曲（京極真）

2012年
- 君のいる町（教師）

2014年
- ダイヤのA Face-小湊亮介スペシャル番外編-（東清国）※コミックス第44巻限定版に付属

2015年
- ダイヤのA 倉持洋一スペシャル番外編-OutRun（東清国）※コミックス第45巻限定版に付属
- ニセコイ（竜）※コミックス第16巻DVD付き同梱版に収録

2022年
- 僕のヒーローアカデミア（シシド） - 2022年劇場先行公開

### Webアニメ
- 幕末機関説 いろはにほへと（2006年、土方歳三）
- おんたま!（2009年、桃花の父）
- Paperman the Animation（2011年、ガイ）
- ケンガンアシュラ（2019年 - 2023年、鎧塚サーパイン[189]） - 3シリーズ[一覧 24]
- ざしきわらしのタタミちゃん（2020年、イケメンたち[190]）
- T・Pぼん（2024年、狩人）

### ゲーム
1992年
- 電脳天使〜デジタルアンジュ〜（ラオール・レマ・ナイアデス）

1993年
- ヴァイ 〜流星の鎧〜（ジール）
- ヴェインドリームII（ウォーリック）
- ソードマスター（ディールド、ガストン、マンデス）
- フラッシュハイダース（スピノザ・サンダーヘッド）
- 幽☆遊☆白書 闇勝負!!暗黒武術会（飛影）※PCE

1994年
- ヴァンパイア The Night Warriors（デミトリ・マキシモフ、パイロン）
- 幽☆遊☆白書（飛影）※3DO
- 幽☆遊☆白書2 格闘の章（飛影）※SFC
- 幽☆遊☆白書 特別篇（飛影）※SFC
- 幽☆遊☆白書 魔強統一戦（飛影）※MD

1995年
- アークザラッド（トッシュ）
- ヴァンパイア ハンター Darkstalkers' Revenge（デミトリ・マキシモフ、ドノヴァン・バイン、パイロン）
- 餓狼伝説3（ジョー・ヒガシ）
- ザ・キング・オブ・ファイターズ '95（ジョー・ヒガシ）
- ストリートファイター リアルバトル オン フィルム
- 超人学園ゴウカイザー（ゴウカイザー）
- バトルタイクーン（スピノザ）
- 北斗の拳 (セガサターン)（ギャラン）
- 負けるな!魔剣道2（マケンカー）
- 幽☆遊☆白書FINAL 魔界最強列伝（飛影）※SFC
- REAL BOUT 餓狼伝説（ジョー・ヒガシ）

1996年
- アークザラッドII（トッシュ）
- ザ・キング・オブ・ファイターズ '96（ジョー・ヒガシ）
- スターオーシャン（ヨシュア・ジェランド、ドーン・マルトー）
- セクシーパロディウス
- ソウルエッジ（ジークフリート・シュタウフェン）
- ファイアーウーマン纏組（藤川わたる）
- ぷよぷよCD通（ミノタウロス）
- マジカルドロップ2（チャリオット）
- ラストブロンクス（富家大）
- ラングリッサーIII（ボルツ、ディオス、レイモンド&ジークハルト）
- ロックマン8 メタルヒーローズ（フォルテ、ライトット）

1997年
- アークザラッド・モンスターゲーム with カジノゲーム（トッシュ）
- アザーライフ アザードリームス（ゴーシュ・ロード）
- アルバレアの乙女（レン）
- ヴァンパイア セイヴァー The Lord of Vampire（デミトリ・マキシモフ）
- ヴァンパイア セイヴァー2 The Lord of Vampire（デミトリ・マキシモフ、パイロン）
- ヴァンパイア ハンター2 Darkstalkers' Revenge（デミトリ・マキシモフ、パイロン）
- 幻世虚構・精霊機導弾（ベルカイン）
- この世の果てで恋を唄う少女YU-NO（有馬たくや） - SS版
- TILK 〜青い海から来た少女〜（ジェイク）
- ザ・キング・オブ・ファイターズ '97（ジョー・ヒガシ）
- 私立ジャスティス学園 LEGION OF HEROES（一文字伐）
- REAL BOUT 餓狼伝説SPECIAL（ジョー・ヒガシ）
- レイ・トレーサー（スレオティール・レイズ）
- ロックマン バトル&チェイス（フォルテ、クイックマン、ライトット）
- 伸縮対戦 It's a のに〜！（ひろみつ君）

1998年
- アナザー・メモリーズ（デュラン・アープシード）
- SDガンダム GGENERATION（1998年 - 2025年、シロー・アマダ、ハヤト・コバヤシ〈Ζガンダム〉、ムルタ・アズラエル） - 15作品
- ザ・キング・オブ・ファイターズ '98（ジョー・ヒガシ）
- 新世代ロボット戦記ブレイブサーガ（旋風寺舞人）
- ゼルダの伝説 時のオカリナ（リンク〈青年時代〉、ダークリンク）
- 戦国美少女絵巻 空を斬る!!（森蘭丸）
- ソウルキャリバー（ナイトメア、吉光、ジークフリート・シュタウフェン）
- ツアーパーティー 卒業旅行にいこう（長門真司）
- ドラゴンフォースII -神去りし大地に-（エスタン）
- ファーランドサーガ（ラルフ）
- はいぱぁセキュリティーズ2（ラングレン）
- ヒロインドリーム2（間宮大吾）
- 炎の料理人クッキングファイター好（ハオ）
- 雪割りの花（主人公）
- 夢☆色いろ（矢木正利）
- REAL BOUT 餓狼伝説SPECIAL DOMINATED MIND（ジョー・ヒガシ）
- REAL BOUT 餓狼伝説2 THE NEWCOMERS（ジョー・ヒガシ）
- ルルリ・ラ・ルラ（アクシード）
- クライシスビート（エイジ）

1999年
- アークザラッドIII（トッシュ）
- アーマード・コア マスターオブアリーナ（ハスラー・ワン）
- 餓狼伝説 WILD AMBITION（ジョー・ヒガシ）
- サーカディア（片山弘樹）
- 西遊記（沙悟浄）
- ザ・キング・オブ・ファイターズ '99（ジョー・ヒガシ、天童凱〈ドリームキャスト版のみ〉）
- 私立ジャスティス学園 熱血青春日記2（一文字伐）
- ゼウスII カルネージハート（キリング・リー）
- ニンテンドウオールスター!大乱闘スマッシュブラザーズ（リンク）
- ビーストウォーズメタルス 激突!ガンガンバトル（ランページ）
- 武力 〜BURIKI ONE〜（天童凱）
- 勇者王ガオガイガー BLOCKADED NUMBERS（獅子王凱）
- リトルプリンセス マール王国の人形姫2（ランディ）
- レガシー・オブ・ケイン ソウル・リーヴァー（ラジエル）

2000年
- アジト3（アイアングリーンE）
- ザ・キング・オブ・ファイターズ 2000（ジョー・ヒガシ、天童凱）
- サモンナイト（キール）
- サンライズ英雄譚R（獅子王凱）
- ゼルダの伝説 ムジュラの仮面（鬼神リンク）
- デジモンアドベンチャー02（ブラックウォーグレイモン）
- NEUES（リチャード・クエイド）
- ブリガンダイン グランドエディション（ソレイユ、パロミデス、シュスト、ヴァルター）
- ブレイブサーガ2（旋風寺舞人、獅子王凱）
- 燃えろ!ジャスティス学園（一文字伐）

2001年
- CAPCOM VS. SNK 2 MILLIONAIRE FIGHTING 2001（ジョー・ヒガシ）
- カプコン バーサス エス・エヌ・ケイ ミレニアムファイト 2000 PRO（ジョー・ヒガシ）
- ザ・キング・オブ・ファイターズ 2001（ジョー・ヒガシ）
- サモンナイト2（キール、深崎籐矢）
- 大乱闘スマッシュブラザーズDX（リンク）
- From TV animation ONE PIECE とびだせ海賊団!（Mr.3）

2002年
- GALAXY ANGEL（ギネス・スタウト）
- キン肉マンII世 正義超人への道（ボーン・コールド）
- キン肉マンII世 新世代超人VS伝説超人（ボーン・コールド）
- ザ・キング・オブ・ファイターズ 2002（ジョー・ヒガシ）
- スーパーロボット大戦シリーズ（2002年 - 2008年、シロー・アマダ） - 3作品
- ゼノサーガ エピソードI［力への意志］（ヴィルヘルム）
- ソウルキャリバーII（ナイトメア、吉光、リンク〈ゲームキューブ版のみ〉）
- ときめきメモリアル Girl's Side（鈴鹿和馬）
- .hackシリーズ（バルムンク、ニューク兎丸、マーロー）
- From TV animation ONE PIECE グランドバトル!2（Mr.3）
- ラ・ピュセル 光の聖女伝説（オマール）
- レガシー・オブ・ケイン ソウル・リーヴァー2（ラジエル）

2003年
- 頭文字D Special Stage（中里毅）
- SNK VS. CAPCOM SVC CHAOS（デミトリ・マキシモフ）
- クイズマジックアカデミー（レオン、フランシス）
- ザ・キング・オブ・ファイターズ 2003（ジョー・ヒガシ）
- SUNRISE WORLD WAR Fromサンライズ英雄譚（ガイ、舞人）
- スーパーロボット大戦シリーズ（2003年 - 2024年、獅子王凱） - 3作品

2004年
- ヴァンパイア クロニクル ザ カオスタワー（デミトリ・マキシモフ、パイロン）
- アークザラッドジェネレーション（トッシュ）
- 宇宙のステルヴィア（笙人律夫）
- CAPCOM FIGHTING Jam（デミトリ、パイロン）
- 機神咆吼デモンベイン（サンダルフォン・リューガ）
- キン肉マン ジェネレーションズ（ボーン・コールド）
- クイズマジックアカデミー2（レオン）
- 神魂合体ゴーダンナー!!（光司鉄也）
- スーパーロボット大戦GC / XO（2004年 - 2006年、シロー・アマダ、ニオン） - 2作品
- ゼノサーガ フリークス（ヴィルヘルム）
- ゼノサーガ エピソードII［善悪の彼岸］（ヴィルヘルム）
- 戦国無双（伊達政宗、本願寺顕如）
- 戦国無双 猛将伝（伊達政宗、本願寺顕如）
- ゾイドインフィニティ（チャクト）
- テイルズ オブ リバース（ヴェイグ・リュングベル）
- テニスの王子様 2005 CRYSTAL DRIVE（ジャッカル桑原）
- テニスの王子様 RUSH & DREAM!（ジャッカル桑原）
- 転生學園幻蒼録（九条綾人）
- らいむいろ戦奇譚☆純（伊達将之輔）

2005年
- ヴァンパイア ダークストーカーズコレクション（デミトリ・マキシモフ、パイロン、ディー）
- 影牢II -Dark illusion-（ショイス）
- クイズマジックアカデミー3（レオン）
- GAME S.S.D.S. 〜刹那の英雄（君島究）
- 激・戦国無双（伊達政宗、本願寺顕如）
- ケロロ軍曹 メロメロバトルロイヤルZ（556〈コゴロー〉）
- ザ・キング・オブ・ファイターズ XI（天童凱）
- 新世紀勇者大戦（旋風寺舞人、獅子王凱）
- ソウルキャリバーIII（ジークフリート・シュタウフェン、吉光）
- 第3次スーパーロボット大戦α 終焉の銀河へ（獅子王凱、ムルタ・アズラエル）
- ツキヨニサラバ（ドラゴン）
- テニスの王子様 学園祭の王子様（ジャッカル桑原）
- NAMCO x CAPCOM（デミトリ・マキシモフ、ジャンガ）
- 花町物語（二階堂将人）
- ふしぎ遊戯 玄武開伝 外伝 鏡の巫女（斗宿）
- 水の旋律（片瀬哲生）
- 幽☆遊☆白書FOREVER（飛影）※PS2
- 雪割りの花（主人公） - PSP
- ONE PIECE グラバト! RUSH（Mr.3）

2006年
- 頭文字D STREET STAGE（中里毅）
- 乙女的恋革命★ラブレボ!!（橘剣之助）
- ガンパレード・オーケストラ 青の章 〜光の海から手紙を送ります〜（大塚浩二）
- キン肉マン マッスルジェネレーションズ（ボーン・コールド）
- グローランサーV（ギャリック）
- THE BATTLE OF 幽☆遊☆白書 〜死闘!暗黒武術会〜（飛影）※AC
- 新世紀GPXサイバーフォーミュラ Road To The INFINITY 3（アンドレア・ディビアーノ）
- ゼノサーガI・II（ヴィルヘルム）
- ゼノサーガ エピソードIII［ツァラトゥストラはかく語りき］（ヴィルヘルム）
- 戦国無双2（伊達政宗、風魔小太郎）
- 戦国無双2 Empires（伊達政宗、風魔小太郎）
- テニスの王子様 ドキドキサバイバル 山麓のMystic（ジャッカル桑原）
- 天下人（徳川家康）
- 転生學園月光録（九条綾人）
- .hack//G.U.（2006年 - 2017年、蒼天のバルムンク） - 2作品
- バテン・カイトスII 始まりの翼と神々の嗣子（ティスタ）
- 魔界戦記ディスガイア2（アクターレ）
- 水の旋律2 〜緋の記憶〜（片瀬哲生）
- ラスト・エスコート（チヒロ）

2007年
- 頭文字D ARCADE STAGE 4（中里毅）
- ガンダム無双（ハヤト・コバヤシ）
- クイズマジックアカデミー4（レオン）
- THE BATTLE OF 幽☆遊☆白書 〜死闘!暗黒武術会〜 120%フルパワー（飛影）※PS2
- スーパーロボット大戦Scramble Commander the 2nd（光司鉄也、ハヤト・コバヤシ）
- 戦国無双2 猛将伝（伊達政宗、風魔小太郎）
- 戦国無双KATANA（伊達政宗、風魔小太郎）
- テニスの王子様 CARD HUNTER（ジャッカル桑原）
- テニスの王子様 ドキドキサバイバル 海辺のSecret（ジャッカル桑原）
- 無双OROCHI（伊達政宗、風魔小太郎）
- ワンダーキング（男シーフ）

2008年
- 頭文字D EXTREME STAGE（中里毅）
- ガンダムバトルユニバース（シロー・アマダ）
- 機動戦士ガンダム ガンダムVS.ガンダム（シロー・アマダ）
- 君が主で執事が俺で 〜お仕え日記〜（武田小十郎）
- クイズマジックアカデミー5（レオン）
- クロスエッジ（デミトリ）
- 紫の焔（相楽清名）
- スーパーロボット大戦Z（連邦軍兵、ベガ兵）
- ソウルキャリバーIV（ジークフリート・シュタウフェン）
- タツノコ VS. CAPCOM CROSS GENERATION OF HEROES（バツ）
- テイルズ オブ リバース（ヴェイグ・リュングベル）
- ピヨたん〜ハウスキーパーはCuteな探偵〜（里村浩一）
- ふしぎ遊戯 朱雀異聞（斗宿）
- プティフール（松尾勇）
- 放課後は白銀の調べ（御代天也）
- 放課後は白銀の調べ〜急急如律令〜（御代天也）
- ほしがりエンプーサ（九条雪人）
- 魔界戦記ディスガイア3（アクターレ）
- 無限のフロンティア スーパーロボット大戦OGサーガ（ハーケン・ブロウニング）
- 無双OROCHI 魔王再臨（伊達政宗、風魔小太郎）
- ラスト・エスコート2（雅也）

2009年
- 頭文字D ARCADE STAGE 5（中里毅）
- 機動戦士ガンダム ガンダムVS.ガンダムNEXT（シロー・アマダ）
- クイズマジックアカデミー6（レオン）
- ザ・キング・オブ・ファイターズ XII（ジョー・ヒガシ）
- 戦国無双3（伊達政宗、風魔小太郎）
- ソウルキャリバー Broken Destiny（ジークフリート・シュタウフェン）
- テイルズ オブ ザ ワールド レディアント マイソロジー2（ヴェイグ・リュングベル）
- テイルズ オブ グレイセス（黒衣の番人）
- テニスの王子様 ダブルスの王子様 GIRLS, BE GRACIOUS!（ジャッカル桑原）
- Paperman（ガイ）
- 無双OROCHI Z（伊達政宗、風魔小太郎）

2010年
- 維新恋華 龍馬外伝（中岡慎太郎）
- 裏切りは僕の名前を知っている -黄昏に堕ちた祈り-（フライナハト）
- エンド オブ エタニティ（ペーター）
- 乙女的恋革命★ラブレボ!! Portable（橘剣之助）
- 機動戦士ガンダム エクストリームバーサス（2010年 - 2016年、シロー・アマダ） - 5作品
- クイズマジックアカデミー7（レオン）
- ザ・キング・オブ・ファイターズ XIII（ジョー・ヒガシ）
- テイルズ オブ グレイセス エフ（黒衣の番人）
- .hack//Link（バルムンク、ニューク兎丸、マーロー）
- プロジェクトケルベルス（真島颱斗）
- 無限のフロンティアEXCEED スーパーロボット大戦OGサーガ（ハーケン・ブロウニング）
- ONE PIECE ギガントバトル!（Mr.3）

2011年
- アラド戦記（格闘家〈男〉）
- アンジェリーク 魔恋の六騎士（ゲルハルト）
- 頭文字D ARCADE STAGE 6 AA（中里毅）
- 快盗天使ツインエンジェル 〜時とセカイの迷宮〜（如月唯人）
- 学園特救ホトケンサー（焼却郎、モヤモヤース）
- 神なる君と（吹春日之条）
- 仮面ライダー クライマックスヒーローズ フォーゼ（ナレーション）
- クイズマジックアカデミー8（レオン）
- 忍道2 散華（風天寅三郎久秀）
- ゼルダの伝説 時のオカリナ 3D（リンク〈青年時代〉、ダークリンク）
- 戦国無双3 猛将伝（伊達政宗、風魔小太郎）
- 戦国無双3 Z（伊達政宗、風魔小太郎）
- 戦国無双3 Empires（伊達政宗、風魔小太郎）
- 戦国無双 Chronicle（伊達政宗、風魔小太郎）
- 第2次スーパーロボット大戦Z 破界篇 / 再世篇（2011年 - 2012年、ヴィラル） - 2作品
- テイルズ オブ ザ ワールド レディアント マイソロジー3（ヴェイグ・リュングベル）
- 魔界戦記ディスガイア4（アクターレ、ナレーション）
- 無双OROCHI 2（2011年 - 2013年、伊達政宗、風魔小太郎） - 4作品
- ロード オブ アポカリプス（ドルフシュタイン）
- ONE PIECE ギガントバトル! 2 新世界（Mr.3）

2012年
- オール仮面ライダー ライダージェネレーション2（ナレーション）
- 仮面ライダーバトル ガンバライド（実況アナウンス〈03 - 06、シャバドゥビ2弾〉、ウルフイマジン、タチバナ）
- 機動戦士ガンダム オンライン（シロー）
- 機動戦士ガンダムSEED BATTLE DESTINY（ムルタ・アズラエル）
- クイズマジックアカデミー 賢者の扉（レオン）
- 聖闘士星矢Ω アルティメットコスモ（玄武）
- 戦国無双 Chronicle 2nd（伊達政宗、風魔小太郎）
- ソウルキャリバーV（ジークフリート・シュタウフェン）
- テイルズ オブ ザ ヒーローズ ツインブレイヴ（ヴェイグ・リュングベル）
- 十鬼の絆 〜関ヶ原奇譚〜（島津豊久）
- ブレイブリーデフォルト フライングフェアリー（ジャッカル、ウロボロス）
- PROJECT X ZONE（デミトリ＝マキシモフ、ハーケン・ブロウニング、一文字伐、ステハニー）
- モンスターハンター フロンティア オンライン（VOICE TYPE29）
- ワンピース 海賊無双（2012年 - 2020年、Mr.3 / ギャルディーノ） - 4作品
- ONE PIECE ワンピーベリーマッチIC（Mr.3）

2013年
- 乙女的恋革命★ラブレボ!! 100kgからはじまる→恋物語（橘剣之助）
- 下天の華（百地尚光）
- スーパーロボット大戦OGサーガ 魔装機神III PRIDE OF JUSTICE（ピレイル・ボーラセン）
- スーパーロボット大戦Operation Extend（シロー・アマダ、ヴィラル）
- スーパーロボット大戦UX（キバ）
- スロッターマニアV 学園黙示録 HIGHSCHOOL OF THE DEAD（平野コータ）
- 十鬼の絆 花結綴り（島津豊久）
- ブレイブリーデフォルト フォーザ・シークウェル（ジャッカル、ウロボロス）
- やはりゲームでも俺の青春ラブコメはまちがっている。（材木座義輝）
- グラナド・エスパダ（風雷のグラシエルロ）

2014年
- カードファイト!! ヴァンガード ロック オン ビクトリー!!（橘カズヤ）
- クイズマジックアカデミー 天の学舎（レオン）
- 黒雪姫〜スノウ・ブラック〜（シャマード＝リッチ）
- 黒雪姫〜スノウ・マジック〜（シャマード＝リッチ）
- 下天の華 夢灯り（百地尚光）
- 3594e -三国志英歌-（夏侯惇）
- ジェイスターズ ビクトリーバーサス（飛影）
- Z/X IGNITION 五世界の輪舞（アレキサンダー）
- 戦国無双 Chronicle 3（伊達政宗）
- 戦国無双4（風魔小太郎、伊達政宗）
- 第3次スーパーロボット大戦Z 時獄篇 / 天獄篇（2014年 - 2015年、ヴィラル） - 2作品
- テイルズ オブ ザ ワールド レーヴ ユナイティア（ヴェイグ・リュングベル）
- 魔界戦記ディスガイア4 Return（アクターレ）
- ONE PIECE ワンピースキングス（Mr.3）

2015年
- クイズマジックアカデミー 暁の鐘（レオン）
- グランブルーファンタジー（2015年 - 2023年、シス / シンク） - 3作品
- 喧嘩番長6 〜ソウル&ブラッド〜（富樫耕一郎）
- ザクセスヘブン（多門ゴウスケ、雲竜征志郎）
- スーパーロボット大戦BX（獅子王凱、キバ）
- チェインクロニクル（ヴァルガス）
- 艶が〜る プレミアム（高杉晋作）
- ドラゴンボール ゼノバース（タイムパトローラー）
- ネットハイ（KING）
- ブレイブリーセカンド（ジャッカル、ウロボロス）
- PROJECT X ZONE 2:BRAVE NEW WORLD（デミトリ＝マキシモフ、パイロン、ステハニー）
- ポポロクロイス牧場物語（ベルク）
- メイデンクラフト
- LORD of VERMILION ARENA（アルカイザー）

2016年
- UPPERS（櫻井ミチル）
- VALKYRIE ANATOMIA -THE ORIGIN-（バルゴ）
- カードファイト!! ヴァンガードG ストライド トゥ ビクトリー!!（橘アツシ）
- ガールフレンド（仮）（2016年 - 2020年、悪山車男、悪DJ）
- サモンナイト6 失われた境界たち（トウヤ）
- スーパーロボット大戦OG ムーン・デュエラーズ（ハーケン・ブロウニング）
- テイルズ オブ アスタリア（ヴェイグ・リュングベル）
- ドラゴンボール ゼノバース2（タイムパトローラー）
- やはりゲームでも俺の青春ラブコメはまちがっている。続（材木座義輝）
- 龍が如く6 命の詩。（飯野和明）

2017年
- スーパーロボット大戦X-Ω（2017年 - 2019年、獅子王凱、豪和ユウシロウ、フォルテ、ヴィラル、旋風寺舞人）
- スーパーロボット大戦V（旋風寺舞人）
- スターオーシャン:アナムネシス（ペーター、ヨシュア・ジェランド、ドーン・マルトー）
- ガンダムバーサス（シロー・アマダ）
- 白猫プロジェクト（カルロス・エルグランド）
- スーパーマリオ オデッセイ（トッパー、アッチーニャ人 他）
- REDSTONE2（フリーランサー）
- テイルズ オブ ザ レイズ（ヴェイグ・リュングベル）

2018年
- 銀魂乱舞（パクヤサ）
- CARAVAN STORIES（ゾネリ）
- スーパーロボット大戦X（旋風寺舞人、ヴィラル）
- ソウルキャリバーVI（ジークフリート・シュタウフェン / ナイトメア）
- 幽☆遊☆白書 100％本気バトル（飛影）
- ファイアーエムブレム ヒーローズ（ジャムカ）
- 無双OROCHI 3（伊達政宗、風魔小太郎）
- 機動戦士ガンダム エクストリームバーサス2（2018年 - 2025年、シロー・アマダ） - 4作品
- 妖怪ウォッチ ぷにぷに（2018年 - 2019年、スーさん、軍神スサノオ、京極真）
- 真紅の焔 真田忍法帳（鎮西八郎）
- ブラウンダスト（2018年 - 2020年、イミル、カズ）

2019年
- 東京放課後サモナーズ（ベヒモス、マクロイヒ、オスカー）
- ドラゴンクエスト ライバルズ（ザンクローネ、ローシュ、伝説の勇者）
- スーパーロボット大戦T（旋風寺舞人、獅子王凱）
- 妖怪ウォッチ4 ぼくらは同じ空を見上げている（スーさん / 軍神スサノオ）
- キルラキル ザ・ゲーム -異布-（猿投山渦）
- 大乱闘スマッシュブラザーズ SPECIAL（勇者〈DQIII / アルス〉） - DLC追加キャラクター
- ボーダーランズ3（カタガワJr.）
- ドラゴンクエストXI 過ぎ去りし時を求めて S（ローシュ）
- ガンダムネットワーク大戦（シロー・アマダ）
- 北斗の拳 LEGENDS ReVIVE（シュレン）
- OVERHIT（プロキシ）
- スターオーシャン1 First Departure R（ヨシュア・ジェランド、ドーン・マルトー）
- 妖怪ウォッチ4++（スーさん / 軍神スサノオ）

2020年
- 仁王2（前田利家）
- キングダムオブヒーロー（ベルゼビュート）
- ラストオリジン（ギガンテス）
- 共闘ことばRPG コトダマン（2020年 - 2022年、飛影）
- JUMP FORCE（飛影） - DLC追加キャラクター
- シャドウバース チャンピオンズバトル（司会者）
- キャプテン翼 RISE OF NEW CHAMPIONS（リカルド・エスパダス） - DLC追加キャラクター

2021年
- クイズRPG 魔法使いと黒猫のウィズ（カケル）
- shadowverse（アルザード）
- SCARLET NEXUS（カレン・トラヴァース）
- コードギアス Genesic Re;CODE（玉城真一郎）
- 鬼滅の刃 ヒノカミ血風譚（鎹鴉）
- スーパーロボット大戦30（獅子王凱）
- 真・女神転生V（コンス）
- 機動戦士ガンダム U.C. ENGAGE（2021年 - 2023年、シロー・アマダ、ハヤト・コバヤシ〈Ζ〉）
- SHAMAN KING ふんばりクロニクル（ロック）

2022年
- TRANSFORMERS ALLIANCE（レーザーウェーブ、レーザーウェーブR、スラスト）
- コードギアス 反逆のルルーシュ ロストストーリーズ（2022年 - 2023年、玉城真一郎）
- 機動戦士ガンダム アーセナルベース（シロー・アマダ）
- SDガンダム バトルアライアンス（シロー・アマダ）
- ライブ・ア・ヒーロー!（リグザ）

2023年
- Fate/Grand Order（カマソッソ）
- サクライグノラムス（織田信長）
- ドラゴンクエストX 眠れる勇者と導きの盟友 オフライン（ザンクローネ）
- 信長の野望 出陣（加藤清正、北条氏康、最上義光）
- CUSTOM MECH WARS -カスタムメックウォーズ-（カスタムボイス：熱血AI / アビー〈特殊AI〉）

2024年
- 呪術廻戦 戦華双乱（壊相）
- 逆転オセロニア（レオニス）
- 真・女神転生V Vengeance（コンス）
- モンスターストライク（シロー・アマダ）
- ドラゴンクエストIII そして伝説へ…（HD-2D版）（主人公〈ルックスA〉）

2025年
- BLEACH Rebirth of Souls（斑目一角）
- プロミス・マスコットエージェンシー（キャプテン・サイン）
- みんなのGOLF WORLD（コナン）

### ドラマCD
- Ai DeathGUN（鷺宮レイジ）
- アインザッツ（戸塚新二[282]）
- アラバーナの海賊たち 幕開けは嵐とともに（ナッシル）
- アリアンロッド・サガファンブック Fellowship of Stone〜竜輝石の仲間たち〜 ドラマCD「思い出フロントライン」（ナヴァール）
- イノセント・サイズ（八角極）
- Weiß kreuz Dramatic Collection I The Holy Children（ジェイクK）
- 宇宙海賊宝船組!（リュウドウ・カイ）
- S.S.D.S. 〜Super Stylish Doctors Story〜シリーズ（君島究）
- ETERNAL GUARDIAN〜聖戦士伝説〜（グレン）
- 乙女的恋革命★ラブレボ!!シリーズ（橘剣之助）
- 人形草紙あやつり左近（橘左近）
- かかってきなさい!（武野渓）
- 貴族探偵エドワード（ケビン）
- 君が主で執事が俺で（小十郎）
- 逆転裁判6 LIMITED EDITION 書き下ろしオリジナルドラマCD（本打塁）
- 金田一少年の事件簿 死神病院殺人事件（木根淳也）
- ケロロ軍曹 宇宙でもっともギリギリなCD第2巻（556）
- コーセルテルの竜術士物語(ウィルフ)
- 小鳩町から散弾銃（リチャード王子）
- 魁!!クロマティ高校 特別編（プータン）
- 超人学園ゴウカイザー Vol.1 - 3
- THE BEST OF RIVAL PLAYERS XVIII ジャッカル桑原&丸井ブン太（ジャッカル桑原）
- CDドラマコレクションズ 三國志（曹丕子桓）
- シャーマンキング「歌の万辞苑」（善）
- 十兵衛紅変化（飛丸）
- 少年陰陽師シリーズ（凌壽）
- 諸行無常
- ジャスティス学園シリーズ（一文字伐）
  - 私立ジャスティス学園 ドラマアルバム 〜ねらわれた太陽学園 熱血死闘編〜
  - 私立ジャスティス学園 アドベンチャードラマアルバム 〜ねらわれた太陽学園 熱血探偵編〜
- しるバ.（佐藤さん）
- S.S.D.Sシリーズ（君島究）
- スーパーロボット大戦OG×無限のフロンティア スペシャルドラマ&サウンドトラックDisc（ハーケン・ブロウニング）
- スクライド サウンドエディション（蒼乃大気）
- ストリートファイターZERO3 ドラマアルバム（コーディー、バイソン）
- 7SEEDS（鮫島吹雪）
- 戦国無双 百花響演（伊達政宗[283]）
- 翼を持つ者（晴）
- テニスの王子様シリーズ（ジャッカル桑原、海志漢）
- ツアーパーティー 卒業旅行にいこう ドラマCD（長門真司）
- ときめきメモリアル Girl's Sideシリーズ（鈴鹿和馬）
  - プロローグ〜ファースト・ラブ
  - Clovers' Graffiti3 鈴鹿和馬
  - chapter1 Another Season 〜Spring〜
  - chapter2 Another Season 〜Summer〜
  - ラジオドラマVol.2〜feat.姫条まどか・鈴鹿和馬
  - イメージソングコレクション 〜Be Mine〜
  - 〜思い出の絵本（全員版）〜
- 殿といっしょ（島津義久）
- BOUNTY DOG/月面のイブ（ヨシユキ・オオトモ）
- はじめの一歩（宮田一郎）
- 走れ!T高バスケット部（岡田）
- 半分の月がのぼる空 looking up at the half-moon（戒崎誠一）
- 人間交差点 -HUMAN SCRAMBLE- あの日川を渡って（ダフ屋）
- ファイアーエムブレム 旅立ちの章（オグマ）
- fasti
- ふしぎ遊戯 玄武開伝シリーズ（斗宿）
- プティフールシリーズ（松尾勇）
  - プティフール ドラマCD 〜黄金のクロケット〜
  - プティフール ドラマCD 〜湯煙旅情に咲く火花〜
- 勇者宇宙ソーグレーダー オーディオドラマ Vol.1 冒険の風（2025年、旋風寺舞人） - 『勇者宇宙ソーグレーダー』第2巻 CD付特装版
- PROTOTYPE
- 放課後は白銀の調べ 外伝 〜放課後奇聞録（御代天也）
- マクロス・ジェネレーション（ヴォルフ）
- 魔法少女ファンシーCoCo（ソルティー・ドッグ）
- Mr.FULLSWING（獅子川文）
- みすて♡ないでデイジー（歩野零二郎）
- 無限のフロンティアEXCEED×スーパーロボット大戦OG スペシャルドラマCD「無限の扉絵」（ハーケン・ブロウニング）
- めくるめく（堀越）
- やはり俺の青春ラブコメはまちがっている。（材木座義輝[284]）
- 勇者王ガオガイガーシリーズ（獅子王凱）
  - スペシャルドラマ1 〜サイボーグ誕生〜
  - スペシャルドラマ2 〜ロボット闇酷冒険記〜
  - スペシャルドラマ3 〜最強勇者美女軍団〜
  - スペシャルドラマ4 〜ID5は永遠に…〜
- 勇者王ガオガイガーFINAL 最強キャラクターセット
  - VOL.1 ガイ編「エヴォリュダーはつらいよ」（獅子王凱）
  - VOL.2 命編「密着！命24時間」（獅子王凱）
  - VOL.4 光竜＆闇竜編「白と黒」（獅子王凱）
  - VOL.5 マモル＆華編「帰ってきたマモル」（ガオガイガー）
- 覇界王 〜ガオガイガー対ベターマン〜 the COMIC 第1巻特装版スペシャルCD（獅子王凱）
- ラーメン天使プリティメンマ オリジナルドラマアルバム（ニタ魔、獅子田）
- RADIO DJCD BLEACH “B” STATION Vol.5
- ラスト・エスコート2 〜深夜の甘い棘〜 ドラマCD（雅也）
- 恋ノ旅人 〜ラブトラベラー〜（浅倉薫）

### BLCD
- 愛される貴族の花嫁（石坂欣哉）
- あなたは怠惰で優雅（霧島久遠）
- 甘い口づけ（安曇野紘輝）
- エデンを遠く離れてシリーズ（芹沢和範）
- 美味しいカラダ（真田隼人）
- 王子様☆ゲーム（雷）
- 王様な奴隷（森永優）
- 幼馴染み（神崎克美）
- お金シリーズ2 お金しかないっ（時川敬昌）
- 鬼絆(きずな) 〜KIZUNA〜 シリーズ
  - この陰りある哭のままに（渡辺綱之）
  - 彼方なる陽を求めて（渡辺綱之・渡辺綱）
- キレパパ。 3（柴雪人）
- 腐った教師の方程式シリーズ（有沢敦）
- 恋はいつも嵐のように♥シリーズ（宮本誠一）
- 豪華客船で恋は始まるシリーズ（ジブラル）
- 黒衣の公爵（有理仁）
- ごはんを食べようシリーズ（麻生高文）
- 幸せのLEVELシリーズ（東雲薫）
- G線上の猫 1・2（香坂遥人）
- 締め切りのその前に!? （押領司俊也）
- 小児科病棟シリーズ（倉沢雪）
- スキャンダルシリーズ（鈴鹿裕満）
- 生徒会長に告ぐシリーズ（類家）
- 千一秒物語（町屋一乃介）
- 罪シリーズ（雪下総一）
- どうして涙がでるのかな（泉谷明雄）
- 白衣・黒衣 働く男の征服（トレンス、山城）
- BAD BOYS! えーちゃん（Bon.John.B）
- 花町物語（二階堂将人）
- ピヨたん〜ハウスキーパーはCuteな探偵〜（里村浩一）
- ヘイ!ドクター（五十嵐勝也）
- 右手にメス、左手に花束シリーズ（大西靖弘）
- 水に眠る恋（上原尚哉）
- 無敵シリーズ（緒方和彦）
- 胸さわぎシリーズ（楢崎哲治）
- MOMO・CAN〜桃缶シリーズ（炎鬼）
- 忘れないでいてくれ（塚本/電車のアナウンス）
- ワルイコトシタイ シリーズ（東雲隆一）

### デジタルコミック
- Beeマンガ 行け!稲中卓球部（田中）
- Beeマンガ グラップラー刃牙（実況アナウンサー[285]）

### 吹き替え

#### 映画
- アイドル・ハンズ（プナブ〈エルデン・ヘンソン〉）
- アサイラム 狂気の密室病棟（英語版）（ホルト）
- アメリカン・アウトロー（ボブ・ヤンガー〈ウィル・マコーミック〉）
- イングリッシュ・ペイシェント（ジェフリー・クリフトン〈コリン・ファース〉）※Netflix版
- ヴァンパイア・ハンター（ペン〈サイモン・レックス〉）
- ウェディング・バトル アウトな男たち（レアード〈ジェームズ・フランコ〉）
- 受取人不明（チャングク〈ヤン・ドングン〉）
- エネミー・オブ・アメリカ（クリュッグ〈ジェイク・ビジー〉）※テレビ版
- エンバイロン（デッカー〈ルーク・スペンサー〉）
- 案山子男〜オン・ザ・ビーチ〜（マイク）
- 火山高（シンマ〈キム・ヒョンジョン〉）
- 合衆国壊滅 M10.5 ※DVD版
- 風のファイター（チェ・ペダル〈ヤン・ドングン〉）
- 片腕拳王（ドラゴン）2005（田中〈松田優〉）
- ガン&トークス（ジョンウ〈シン・ハギュン〉）
- 恋する神父（ソンダル〈キム・イングォン〉）
- ストレンジ・デイズ/1999年12月31日（ティック〈リチャード・エドソン〉）
- スラムドッグス（ロルフ[286]）
- タイムクラッシュ・超時空カタストロフ（トム・メリック〈キャスパー・ヴァン・ディーン〉）※VHS版
- ダウンタイム
- 逃亡者 ハード・ヒート・チェイス（チャーリー・ファロー〈パトリック・デンプシー〉）
- ディスタント･ソルジャー
- ドラゴンハート 新たなる旅立ち（マンセル〈マット・ヒッキー〉）
- トレーニング デイ（ヤク中〈ガーランド・ホワイト〉）
- トロン（クロム〈ピーター・ジュラシック〉）
- バーチュオシティ※フジテレビ版
- ハード・ボイルド 新・男たちの挽歌（ジョニーの手下他）※ビデオ版
- バイパー2
- パラサイト（スタン・ロサド〈ショーン・ハトシー〉）※DVD版
- ビッグホワイト（ゲイリー〈ティム・ブレイク・ネルソン〉）
- 54 フィフティ★フォー（シェーン・オシア〈ライアン・フィリップ〉）
- フォーエヴァー・ヤング 時を超えた告白
- フルタイム・キラー（トク〈アンディ・ラウ〉）
- フロム・ダスク・ティル・ドーン（スコット・フラー〈アーネスト・リュー〉）
- ヘビー・メタル（ダン/デン）
- ユーロビジョン歌合戦 〜ファイア・サーガ物語〜（アレクサンドル〈ダン・スティーヴンス〉）
- ラブ 最愛の人（ギチョル〈パク・チョル〉）
- レオン（ウィリー・ブラッド〈ウィリー・ワン・ブラッド〉）※DVD・ビデオ版
- ロードキラー（フラー〈スティーブ・ザーン〉）※ソフト版
- ロミオ・マスト・ダイ（コリン・オデイ〈D・B・ウッドサイド〉）※DVD・ビデオ版
- ワイルド・カード（ジョス）

#### ドラマ
- あなたにムチュー（ジェイ・セルビー〈トミー・ヒンクリー〉）
- Xファイル
- オータム・イン・マイ・ハート 〜秋の童話〜（ハン・テソク〈ウォンビン〉）
- ギルモア・ガールズ（ギル）
- 少林武王（三脚〈チュエンユ・シャンシャン〉）
- 新・上海グランド（丁力〈ホァン・ハイポウ〉）
- 新 酔拳（龍少玉〈チョン・カーファイ〉）
- 曹操（許褚〈趙明明〉）
- ダークエンジェル（ハーバル・ソート〈アリミ・バラード）
- ツイン・ピークス（ボビー・ブリッグス〈ダナ・アシュブルック〉）
- フェリシティの青春
- 名探偵モンク2 9話（イアン）
- 愉快なシーバー家（エディ）

#### テレビ番組
- UFC登竜門 ジ・アルティメット・ファイター（ジュリアン・レイン）

#### アニメ
- アンデルセン・ストーリーズ（ジョナサン）
- 装甲救助部隊レストル（テオ）
- トランスフォーマーシリーズ
  - ビーストウォーズメタルス 超生命体トランスフォーマー（ランページ、スパイダーボット）
  - CG版ビーストウォーズメタルス（ランページ）
  - ビーストウォーズメタルス コンボイ大変身!（ランページ）
  - トランスフォーマー アニメイテッド（ロングアーム / ショックウェーブ）
- バイオハザード ダムネーション（アレクサンドル〈サーシャ〉・コザチェンコ/バディ）
- バットマン:ブレイブ&ボールド（ザ・フラッシュ）
- 弱虫スクービーの大冒険（ブルーファルコン[287]）

### 特撮
1990年代
- 五星戦隊ダイレンジャー（1993年 - 1994年、ガマグチ法師の声 / 再生ガマグチ法師の声 / オジャル大王〈右腕〉の声 / コットポトロ〈第2話〉の声、神風大将の声） - 2作品、ノンクレジット
- 忍者戦隊カクレンジャー（1994年、イッタンモメンの声）
- 超力戦隊オーレンジャー（1995年、ボンバー・ザ・グレートの声）
- 星獣戦隊ギンガマン（1998年 - 1999年、サンバッシュの声） - 2作品

2000年代
- 特捜戦隊デカレンジャー（2004年、ベン・Gの声）
- 魔法戦隊マジレンジャー THE MOVIE インフェルシアの花嫁（2005年、グルーム・ド・ブライドンの声）
- 仮面ライダー電王（2007年、ウルフイマジンの声） - 2作品
- 炎神戦隊ゴーオンジャー（2008年、ハツデンバンキの声）
- 劇場版 超・仮面ライダー電王&ディケイド NEOジェネレーションズ 鬼ヶ島の戦艦（2009年、ゲルニュートの声）
- 侍戦隊シンケンジャー（2009年、アベコンベの声）

2010年代
- 仮面ライダーオーズ/OOO（2010年、クワガタヤミーの声）
- 海賊戦隊ゴーカイジャー（2011年、ヤンガーの声）
- 仮面ライダーフォーゼ（2011年 - 2012年、ナレーション、タチバナの声 / ヴァルゴ・ゾディアーツの声〈第41話〉） - 2作品
- 非公認戦隊アキバレンジャー シーズン痛（2013年、ムトウムシテの声）
- 動物戦隊ジュウオウジャー（2016年、ヤバイカーの声）
- ウルトラマンジード（2017年、ジードライザーの音声、ウルトラマンキングの声）
- 快盗戦隊ルパンレンジャーVS警察戦隊パトレンジャー（2018年、マンタ・バヤーシの声）

2020年代
- ウルトラギャラクシーファイト 運命の衝突（2021年 - 2022年、ウルトラマンキングの声）
- 機界戦隊ゼンカイジャー（2022年、ムカイカゼワルドの声）
- 仮面ライダーガッチャード（2023年 - 2024年、スチームライナー / テンライナーの声、レプリスチームライナーの声）
- 仮面ライダーガッチャード ザ・フューチャー・デイブレイク（2024年、スチームライナーの声）
- ホッパー1のはるやすみ（2025年、スチームライナーの声）
- 仮面ライダーガッチャード GRADUATIONS（2025年、スチームライナーの声）

### ビデオ
- BLEACH SOUL SONIC 2005 "夏"
- テニプリフェスタ2009
- テニプリフェスタ2011 in 武道館
- テニプリフェスタ2013
- テイルズ オブ フェスティバル 2008
- テイルズ オブ フェスティバル 2010
- ときめきメモリアル Girl`s Side DAYS 2013 〜デートに行こう！〜
- 森川智之と檜山修之のおまえらのためだろ! 桜
- 森川智之と檜山修之のおまえらのためだろ！鰹（第18弾収録）
- 森川智之と檜山修之のおまえらのためだろ！デラックス鯛（第20弾収録）
- 森川智之と檜山修之のおまえらのためだろ！鯖（第22弾収録）
- 森川智之と檜山修之のおまえらのためだろ！コノ鮹ガッ！（第25弾収録）
- 森川智之と檜山修之のおまえらのためだろ！ハモリます！ハマリます！鱧!!（第30弾収録）
- 森川智之と檜山修之のおまえらのためだろ！鰙-WAKASAGI-（第34弾収録）
- 森川智之と檜山修之のおまえらのためだろ！𩸽-HOKKE-（第37弾収録）
- 森川智之と檜山修之のおまえらのためだろ！鰰-HATAHATA-（第40弾収録）
- 森川智之と檜山修之のおまえらのためだろ！鯱-SHACHI-（第44弾収録）
- 祝20周年 森川智之と檜山修之のおまえらのためだろ！鮑 -AWABI-（第47弾収録）
- 祝！第50弾記念DVD 森川智之と檜山修之のおまえらのためだろ！鱚 -KISU-（第50弾収録）
- 森川智之と檜山修之のおまえらのためだろ！鰈 ‐KAREI-（第52弾収録）
- ライブパステルコレクション2004
- ライブパステルコレクション2005

### テレビ番組
- NHK高校講座「数学I」語り（NHK教育、2015年4月 - 2020年3月）
- 愉快なキャラたちがワイプで見守る話 シーズン1 味噌だけで10本いきます（2024年7月26日 - 2024年9月27日、CBC） - 城先輩役 (project758)[292]
- 119エマージェンシーコール 第3話（2025年2月3日、フジテレビ） - 通報者の声[293]

### ラジオ
※はインターネット配信。
- ヒヤマ・クラタの声優パソ☆コン（BSQR489）
- 魔法少女ファンシーCoCo（1996年、ラジオ日本・KBS京都）
- 宇宙海賊 宝舟組!（1996年、ラジオ日本・KBS京都）
- 森川智之&檜山修之のきくのはタダだぞ!（1996年 - 1997年、ラジオ日本・KBS京都・AM神戸）
- VOICE CREW（1998年 - 1999年、NACK5）
- インターネットラジオ 檜山修之のあにめじ湯（2004年 - 2020年、音泉※・BEWE※）
- 東京REMIX族（2005年 - 2013年、J-WAVE）
- テイルズリング リバース（2005年 - 2006年、アニメイトTV※）
- BLEACH “B” STATION（2006年1月度、ラジオ大阪・文化放送）
- テニスの王子様 オン・ザ・レイディオ（2006年、2011年、文化放送）
- Ai Death Gun デスガンラジオ（2006年 - 2008年、ランティスウェブラジオ※・ラジオ大阪）
- 檜山・遠近・阪口の俺たちの城〜夏の陣〜（2007年、文化放送）
- ラーメン天使プリティメンマ 綾と修之のらぶらぶ♥エキス（メディアファクトリー※）
- げんちょけん おたくならぢを（2007年 - 2008年、アニメイトTV※・Showgate RADIO※・メディファクラジオ※）
- 超速電波ヴァルキリータ→ン（2017年 - 、超A&G+※）[294]
- 檜山修之とやまけんの ただ座して噺すのみ!ラヂオ。（2018年 - 、音泉※）[295]
- のむこがみなみ（2020年 - 、音泉※）SEのみでの出演

### CMナレーション
- アスキー 「ウィザードリィVI 禁断の魔筆」（1995年）
- アスミック「スーパーエアダイバー」（1993年）
- アテナ「リングオブサイアス」（1996年）
- カバヤ食品 「勇者特急マイトガイン」ガム
- カバヤ食品 「勇者警察ジェイデッカー」ガム
- タカラ 「勇者王ガオガイガー」玩具CM
- ナムコ「クロノアヒーローズ 伝説のスターメダル」（2002年）
- ナムコ「幽☆遊☆白書2 格闘の章」（1994年、飛影）
- バンダイ「デジモンワールド」（1999年）
- バンダイ「フュージョン戦記ガンダムバトレイヴ」
- バンプレスト「スーパーロボット大戦コンプリートボックス」（1999年）
- バンプレスト「スーパーロボット大戦IMPACT」（2001年）
- バンダイ「SDガンダム GGENERATION NEO」（2002年）
- バンプレスト「第3次スーパーロボット大戦α 終焉の銀河へ」（2005年）日髙のり子、保志総一朗と共に
- バンダイ「機動戦士ガンダムSEED 連合vs.Z.A.F.T.」（2005年）
- バンプレスト「スーパーロボット大戦W」（2007年）
- バンダイナムコゲームス「無限のフロンティア スーパーロボット大戦OGサーガ」（2008年）
- バンダイ「仮面ライダーイクサ 変身シリーズ」（2008年）
- フロム・ソフトウェア「シャドウタワー」（1998年）
- モバゲータウン「熱血硬派くにおバトル」
- 東京ドームシティプリズムホール「親子で学ぶ昆虫の森」（2009年）
- バンダイ「仮面ライダーフォーゼ 変身シリーズ」（2011年）
- カードファイト!!ヴァンガード「カードファイト!!ヴァンガード ライド トゥ ビクトリー!!」（2013年）
- 「結城友奈は勇者である」BD・DVD第1巻（2014年）
- バンダイナムコエンターテインメント「スーパーロボット大戦V」（2017年）
- マジファクト「パチスロ必勝ガイドGB」
- DMM「ポイント大還元祭」（2023年）

### パチンコ・パチスロ
- パチスロ・快盗天使ツインエンジェル（如月雅人）
- パチスロ・ゲッターロボ（流竜馬）
- パチスロ・極楽パロディウス（ミカエル）
- パチンコ・CR戦国武将列伝 伊達政宗（伊達政宗）
- パチスロ・怒濤の剣（ブルータス / 黒騎士）
- パチンコ・CR B'T-X（高宮鉄兵）
- ぱちんこ・CRキャプテンハーロック（ハーロック）

### 玩具
- ウルトラマンジード DXジードライザー（2017年7月8日）
- ウルトラマンジード DXジードクロー（2017年8月5日）
- ウルトラマンジード DXキングソード（2017年10月28日）
- ウルトラマンジード DXギガファイナライザー（2018年2月3日）
- 仮面ライダーガッチャード DXテンライナー（2024年、玩具ボイス）
- ウルトラマンジード ウルトラレプリカ ジードライザー（2024年10月）
- ウルトラマンジード サウンドウルトラなりきり ジードライザー（2025年5月3日）

### その他コンテンツ
- GUNDAM.INFO ガンダムMS動画図鑑（ナレーション）
- 建設重機喧嘩バトル ぶちギレ金剛!!（PVナレーション）
- 攻略ビデオ ヴァンパイアハンター（ナレーター）
- 新エネルギー戦隊ハツデンジャー（太陽光レッド）
- 東京ジョイポリス施設内 ワイルドジャングル・ブラザーズ（ツアーガイドのジャック）
- 東京ドームシティ内および東京ドーム内CM バーチャルスポーツプラザ打撃王（ナビゲーション）
- ぼくとわたしの恋愛事情（シグルド）
- 弱虫ペダル（ナレーション）
- Thunderbolt Fantasy 東離劍遊紀（2016年、殺無生）
- 舞台 SWEET 19 BLUES（2023年12月30日、RED°TOKYO TOWER SKY STADIUM） - BB 役[296]
- ドラゴンクエストIII そして伝説へ…（HD-2D版）ゲーム紹介トレーラー

## ディスコグラフィ

### アルバム
|     | 発売日         | タイトル | 規格品番   | オリコン 最高位 |
| --- | -------------- | -------- | ---------- | --------------- |
| 1st | 1995年6月1日   | PROTOYPE | VPCG-84250 |                 |
| 2nd | 1996年12月21日 | 諸行無常 | VPCG-84606 |                 |
| 3rd | 2003年9月18日  | FASTI    | AKCJ-80033 |                 |
| 4th | 2008年3月12日  | ひーそん | XNCG-10004 |                 |

### キャラクターソング
| 発売日  | 商品名                                                                    | 歌                                                 | 楽曲                 | 備考                                             |
| 1994年  | 1994年                                                                    | 1994年                                             | 1994年               | 1994年                                           |
| ------- | ------------------------------------------------------------------------- | -------------------------------------------------- | -------------------- | ------------------------------------------------ |
| 6月8日  | 東宝配給映画「幽☆遊☆白書 冥界死闘編 炎の絆」飛影の章 ミニサウンドトラック | 飛影（檜山修之）                                   | 「視線上のアリア」   | アニメ映画『幽☆遊☆白書 冥界死闘篇 炎の絆』関連曲 |
| 1996年  |                                                                           |                                                    |                      |                                                  |
| 8月26日 | 君を守りたい                                                              | 高宮鉄兵（檜山修之）                               | 「君を守りたい」     | テレビアニメ『B'T-X』関連曲                      |
| 2003年  |                                                                           |                                                    |                      |                                                  |
| 9月3日  | ときめきメモリアル Girl’s Side Clovers’Graffiti VOL.3 鈴鹿和馬            | 鈴鹿和馬（檜山修之）                               | 「Always, Alright!」 | ゲーム『ときめきメモリアル Girl's Side』関連曲   |
| 2004年  |                                                                           |                                                    |                      |                                                  |
| 5月12日 | テニスの王子様 THE BEST OF RIVAL PLAYERS XVIII                            | ジャッカル桑原（檜山修之）、丸井ブン太（高橋直純） | 「WINDY ROAD」       | テレビアニメ『テニスの王子様』関連曲             |